# Oberschmiedeberg
Oberschmiedeberg ist ein Ortsteil der sächsischen Stadt Jöhstadt im Erzgebirgskreis. Oberschmiedeberg wurde am 1. Januar 1949 nach Steinbach eingemeindet und kam mit diesem am 1. Januar 1999 zu Jöhstadt.

## Geographie

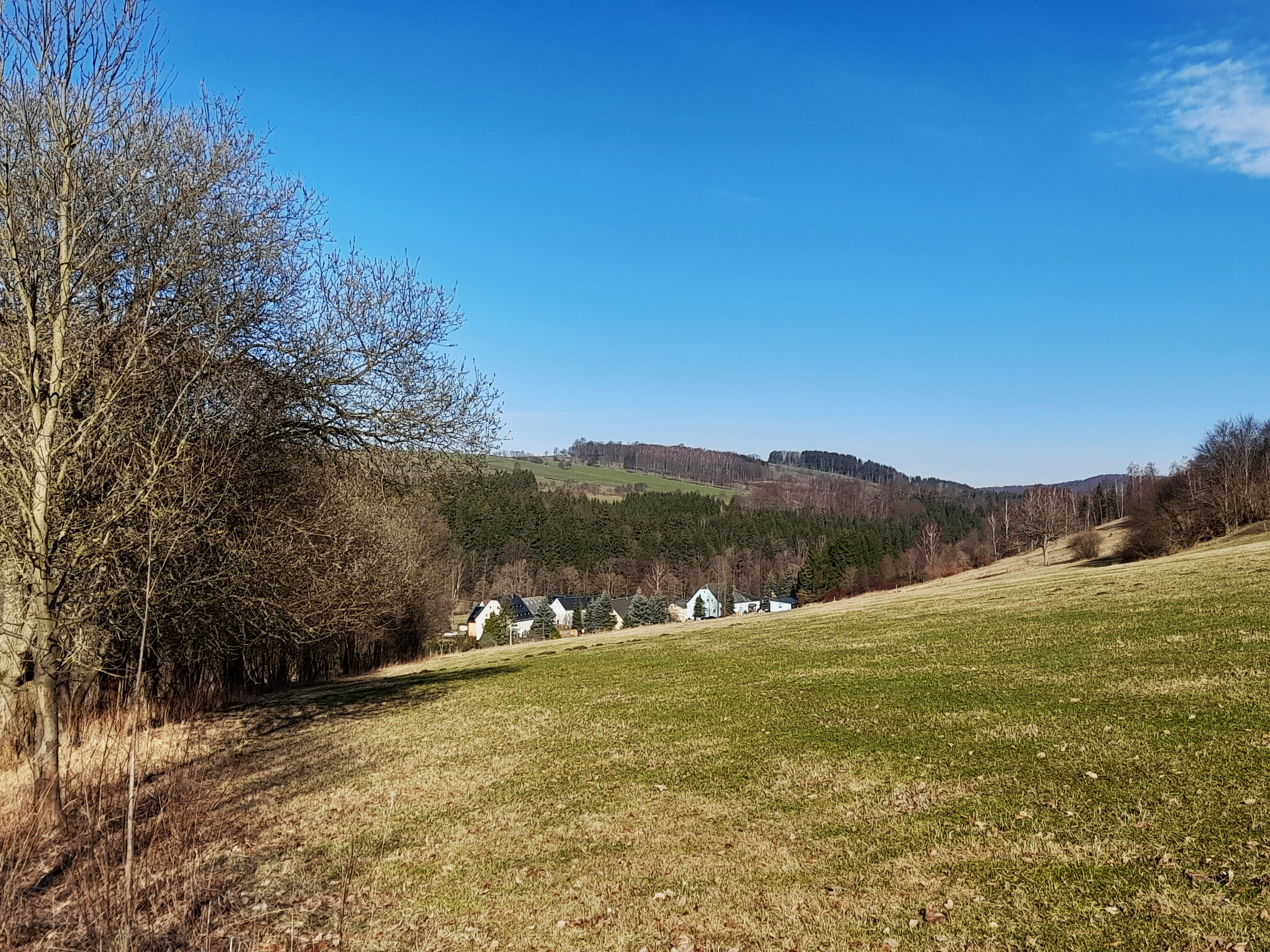
Blick von Steinbach (Jöhstadt) nach Oberschmiedeberg

### Lage
Oberschmiedeberg liegt etwa 8 Kilometer südlich von Marienberg im Erzgebirge. Die Siedlung liegt verstreut im Tal der Preßnitz. Im Osten schließt sich ein bis nach Olbernhau reichendes, ausgedehntes Waldgebiet an.

### Nachbarorte
| Arnsfeld | Mittelschmiedeberg                          |           |
|          | Kompassrose, die auf Nachbargemeinden zeigt |           |
| Grumbach | Oberschaar                                  | Steinbach |

## Geschichte

### 16. bis Mitte des 19. Jahrhunderts
Oberschmiedeberg ging aus einem Hammerwerk hervor, die erste belegte Ortsnamenform datiert aus dem Jahre 1501 als Hamerschmit.
Laut einem sich im Hauptstaatsarchiv Dresden befindlichen Türkensteuerregister desselben Jahres befand sich hier zu diesem Zeitpunkt ein Hammerwerk. Zwei Lehnbriefe aus den Jahren 1525 und 1545 nennen einen Hypolit Siegert als Besitzer des Lehngutes. Zum Gut gehörig wird auch der Hammer genannt, womit die Gutsbesitzer gleichzeitig Hammerwerksbesitzer waren. Das Werk war ein etwa 200 Meter südlich des Gutes gelegener Zainhammer. 1552 erhielt Hypolit Siegert d. J. das Lehngut. Dessen Sohn, der 1573 belehnte Hans Siegert, wird 1611 im Arnsfelder Kirchenbuch als Hammerherr bezeichnet. In der Folgezeit wurde das Unternehmen meist verpachtet. Erst 1847 verkauften es die Erben des Besitzers Karl Theodor Sigismund Frohs an den bisherigen Pächter Friedrich Schmiedel. Der Hammer soll bis etwa 1860 nur schwach betrieben worden sein – der Gebäudekomplex hat im Laufe der Zeit Umbauten erfahren und ist bis heute erhalten.
August Schumann nennt 1820 im Staatslexikon von Sachsen keinen Hammer an diesem Ort. Oberschmiedeberg betreffend ist u. a. vermerkt: „Es besteht aus einigen Häusern, mit 40 Einwohnern, die 20 Kühe halten und 373 Schocken belegt sind. Auch eine Mühle befindet sich hier; der Ort ist nach Steinbach eingepfarrt.“
Vor 1693 gehörte Oberschmiedeberg zur Parochie Arnsfeld. Nachdem der Nachbarort Steinbach zwischen 1684 und 1686 ein eigenes Kirchengebäude erhalten hatte, wurde dieses im Jahr 1693 eine eigene Pfarrkirche, zu der nun auch Oberschmiedeberg gehörte.
Südlich des genannten Lehngutes errichtete 1604 Georg Kohlreuter ein zweites Hammerwerk in Oberschmiedeberg, was jedoch nicht mit dem Lehngut in Verbindung stand. Es wurde bereits im Dreißigjährigen Krieg zerstört und lag wüst. 1662 verkauften es die Erben an Gottfried Rubner, welcher es wieder instand setzte und einen neuen Hochofen errichten ließ. Die Erlaubnis hierfür erhielt er unter der Bedingung, dass der hiesige Hochofen und der in Schmalzgrube – das Werk dort erwarb Rubner bereits 1656 – nur im Wechsel betrieben werden durften. Kurze Zeit darauf wird diese Bedingung wieder zurückgenommen. Rubner verpachtete den Hammer an seinen Neffen Christoph, zur gleichen Zeit war sein Bruder Josef Pächter des Lehngutes. Auch die von Berbisdorf reihten sich als Besitzer ein, womit eine enge wirtschaftliche Verbindung mit dem nahegelegenen Werk in Mittelschmiedeberg einherging. Nachdem Kaspar Sigismund von Berbisdorf jun. 1739 bankrottging, folgten die von Elterlein – Hans August von Elterlein besaß ab 1773 zudem die Werke Mittelschmiedeberg und Schmalzgrube –, 1831 gingen diese an Eduard Wilhelm Breitfeld über. 1835 erwarb Franz Benjamin Salzer Ober- nebst Mittelschmiedeberg. Aufgrund von Brennstoffmangel soll der Betrieb des hiesigen Hochofens zugunsten dessen in Mittelschmiedeberg bereits vor 1810 aufgegeben worden sein, der Gesamtbetrieb endete um 1850.

### Mitte des 19. Jahrhunderts bis zur Gegenwart

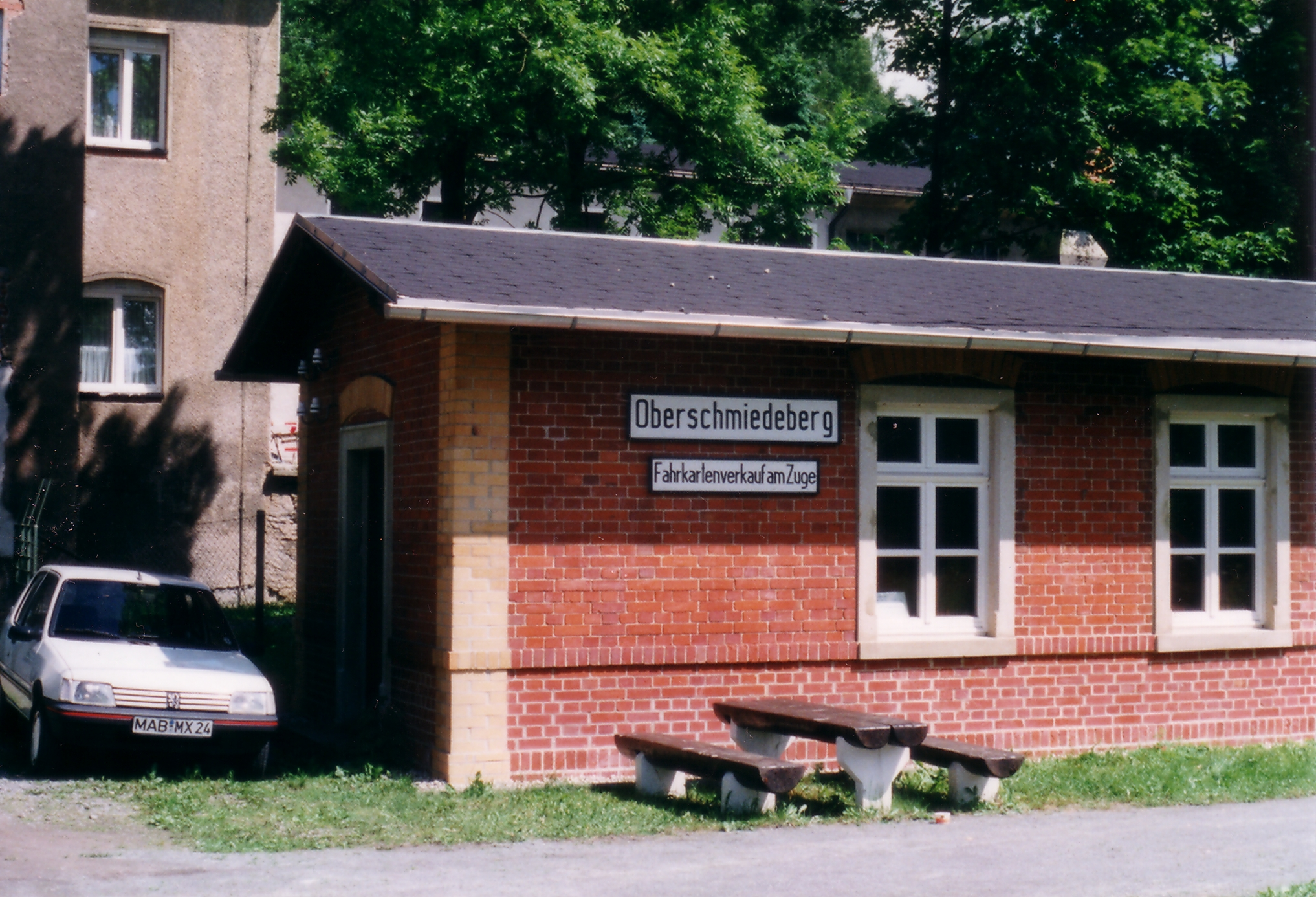
Restaurierte Wartehalle der ehemaligen Preßnitztalbahn in Oberschmiedeberg
(Juli 2001)

Oberschmiedeberg mit seinen beiden Hammerwerken, dem älteren Zainhammer und dem jüngeren Werkel, lag bis 1856 als Amtsgut im kursächsischen bzw. königlich-sächsischen Amt Wolkenstein. Ab 1856 gehörte der Ort zum Gerichtsamt Jöhstadt und ab 1875 zur Amtshauptmannschaft Annaberg. Im Jahr 1896 wurde die Freiwillige Feuerwehr des Orts gegründet. 1946 erfolgte die Vereinigung mit der Freiwilligen Feuerwehr Steinbach.
Mit der Eröffnung der Schmalspurbahn Wolkenstein–Jöhstadt erhielt Oberschmiedeberg 1892 mit der gleichnamigen Haltestelle Eisenbahnanschluss. 1905 erfolgte die Ernennung zum Bahnhof, ab 1933 war die Station wieder Haltestelle und ab 1967 lediglich noch Haltepunkt. Im Frühjahr 1982 wurde zunächst der Güterverkehr eingestellt, der Personenverkehr folgte am 14. Januar 1984. In der Folgezeit wurden die Gleisanlagen demontiert, die Wartehalle blieb erhalten und wurde nach der politischen Wende 1990 restauriert. 2001 wurde der Preßnitztalradweg in diesem Abschnitt eröffnet.
Am 1. Januar 1949 wurde Oberschmiedeberg nach Steinbach eingemeindet. Durch die zweite Kreisreform in der DDR kam Oberschmiedeberg als Ortsteil der Gemeinde Steinbach im Jahr 1952 zum Kreis Annaberg im Bezirk Chemnitz (1953 in Bezirk Karl-Marx-Stadt umbenannt), der ab 1990 als sächsischer Landkreis Annaberg fortgeführt wurde und 2008 im Erzgebirgskreis aufging. Am 1. Januar 1999 erfolgte die Eingemeindung der Gemeinde Steinbach mit dem Ortsteil Oberschmiedeberg nach Jöhstadt.
Oberschmiedeberg war bis 2018 staatlich anerkannter Erholungsort.

### Entwicklung der Einwohnerzahl
| Jahr | Einwohnerzahl |
| ---- | ------------- |
| 1834 | 93            |
| 1871 | 192           |
| 1890 | 178           |

| Jahr | Einwohnerzahl |
| ---- | ------------- |
| 1910 | 192           |
| 1925 | 178           |
| 1939 | 192           |

| Jahr | Einwohnerzahl |
| ---- | ------------- |
| 1946 | 178           |

## Verkehr
Durch den Ort führt die ehemalige Staatsstraße 219 Steinbach–Schönbrunn und der als „Annaberger Landring“ (Südring) bezeichnete Rad- und Wanderweg.
Von 1892 bis 1984 führte die Schmalspurbahn Wolkenstein–Jöhstadt durch den Ort. Zeuge dieser Zeit ist die Wartehalle der Station Oberschmiedeberg. Der obere Teil der Preßnitztalbahn zwischen dem Nachbarort Steinbach und Jöhstadt wurde zwischen 1992 und 2000 als Museumsbahn wieder aufgebaut. Der durch Oberschmiedeberg führende Abschnitt wurde zum Radweg ausgebaut.
Der Streckenabschnitt von Steinbach bis Oberschmiedeberg wird in den nächsten Jahren ebenfalls wieder aufgebaut werden. Als erste Etappe erhielt der Bahnhof Oberschmiedeberg im Verlaufe des Jahres 2023 seine Gleise zurück.